# Guy Ellcock Pilgrim
Henry Guy Ellcock Pilgrim, genannt Guy Pilgrim, (* 24. Dezember 1875 in Stepney, Barbados; † 15. September 1943 in Upton bei Didcot) war ein britischer Paläontologe und Geologe.

## Leben
Pilgrim stammte aus einer schon lange in Barbados ansässigen Familie, studierte Chemie und danach Geologie am University College London mit dem Bachelor-Abschluss 1901 und wurde dort 1908 promoviert (D. Sc.). Ab 1902 war er beim Geological Survey of India, bei dem er 1920 bis zur Pensionierung 1930 Superintendent war. Er arbeitete dort in Burma, dem Persischen Golf, Arabien, dem Punjab, den Simla Hills, Belutschistan und Bhutan.  Außerdem wurde er 1909 Kurator des Geologischen Museums in Kalkutta. Im Ersten Weltkrieg diente er 1914 bis 1919 als Second Lieutenant bei den 125. Napier´s Rifles  in Mesopotamien und Persien, wofür er ausgezeichnet wurde. Ab 1930 war er auch Mitglied des Natural History Museum, wo er nach seiner Pensionierung in Indien forschte. 1932 besuchte er die USA.
Pilgrim untersuchte beim Geological Survey of India die Geologie von Arabien und Persien und leistete mit seiner geologischen Untersuchungen in Oman und Bahrein auch wichtige Vorarbeiten für die später dort einsetzende Ölexploration. Ein Schwerpunkt seiner Arbeit war auch die Wirbeltierpaläontologie in Indien, besonders die tertiäre Stratigraphie und Fauna der Siwalik-Hügel am Fuß des Himalaya.
1926 wurde er Fellow der Asiatic Society of Bengal und 1925 Präsident der Sektion Geologie des Indian Science Congress. 1943 wurde er Fellow der Royal Society. 1925 wurde er korrespondierendes Mitglied der Paleontological Society.
1908 heiratete er in Kalkutta Beatrice Lucy Wrenford, mit der er einen Sohn hatte.

## Schriften
- The geology of the Persian Gulf and adjoining portions of Persia and Arabia 1908
- Preliminary Note on a Revised Classification of the Tertiary Freshwater Deposits of India, Records of the Geological Survey of India 1910
- The Correlation of the Siwaliks with Mammal Horizons of Europe, Records of the Geological Survey of India 1913
- The Geology of Parts of the Persian Provinces of Fars, Kirman and Laristan 1925
- mit W. D. West: The Structure and Correlation of the Simla Rocks, 1928
- mit A. T. Hopwood: Catalogue of the Pontian Carnivora of Europe in the Department of Geology, 1931
- Siwalik Antelopes and Oxen in the American Museum of Natural History, Bulletin of the American Museum of Natural History 1937
- The Fossil Bovidae of India 1939